# Джейхун Байрамов
Джейхун Азіз огли Байрамов (азерб. Ceyhun Əziz oğlu Bayramov; нар. 25 червня 1973, Баку) — азербайджанський державний діяч. Міністр закордонних справ Азербайджанської Республіки (з 2020).

## Життєпис
Народився 25 червня 1973 року в Баку. Після школи він вступив до економічного факультету Азербайджанського державного економічного університету, після чого продовжив освіту на юридичному факультеті Бакинського державного університету. Володіє азербайджанською, російською та англійськими мовами.
З 1996 року працював на різних посадах у Міністерстві податків Азербайджану. Починаючи з 2003 року, протягом багатьох років успішно очолював юридичну кампанію «OMNİ», яка представляла інтереси Азербайджану на міжнародному рівні. Він та його команда представляли законні інтереси держави у низці необґрунтованих позовів проти Азербайджану у низці міжнародних арбітражних судів, а позови проти Азербайджану були відхилені рішеннями незалежних арбітражних судів.
У 2005—2013 роках також брав участь у процесі підготовки та затвердження низки міжнародних угод та проєктів міжнародного рівня, учасником яких був Азербайджан. У 2004—2012 роках щорічно входив до списку провідних юристів у сфері оподаткування та цивільного права в Азербайджані провідними світовими юридичними виданнями.
З 2013 року працював на посаді заступника міністра освіти Азербайджану. Одним із основних напрямків діяльності на цій посаді був розвиток міжнародних зв'язків міністерства, його гідне представництво на міжнародному рівні. У цей час був офіційним представником міністерства у низці міжнародних організацій, представляв відомство у міжурядових комісіях. Ним було забезпечено реалізацію низки міжнародних освітніх проєктів в Азербайджані. Серед них, створений на шкільній базі проєкт «Цифрові навички», спрямований на підготовку майбутніх професійних ІТ-фахівців, та проєкт STEAM, який передбачає інтегроване викладання кількох предметів та широко викладається у провідних навчальних закладах світу.
У квітні 2018 року був призначений міністром освіти Азербайджану. Будучи міністром, сам займався міжнародними відносинами. У цей період він представляв інтереси Азербайджану на низці міжнародних заходів високого рівня, серед яких 40-а сесія Генеральної конференції ЮНЕСКО, Конференція міністрів освіти Європейського союзу «Східне партнерство», другий міжнародний форум у Китаї «Один пояс — один шлях», та інших міжнародних заходи високого рівня.
16 липня 2020 року призначений міністром закордонних справ Азербайджану.